# Pilbeam Racing Designs
Pilbeam Racing Designs ist ein britischer Hersteller von Rennwagen, der seit 1975 in Bourne (Lincolnshire) ansässig ist. Gründer war Mike Pilbeam.

## Frühe Konstruktionen
Vor der Gründung seiner Firma arbeitete Pilbeam in der Formel 1 für verschiedene Teams. Schließlich war er Konstrukteur für B.R.M., ebenfalls in Bourne, wo er den BRM P201 entwickelte. Auch an der Entwicklung des BRM P67 von 1964 war er beteiligt. Ebenfalls arbeitete Pilbeam am Lotus 7X Clubman. Er konstruierte auch den LEC Formel 1, mit dem David Purley 1977 fuhr.

## Bergrennwagen
Autos von Pilbeam waren immer besonders bei Bergrennen erfolgreich, die sie in den 1980er-Jahren und Anfang der 1990er-Jahre dominierten. 17 Sieger der britischen Bergrennmeisterschaften von 1977 bis 1996 fuhren sie, z. B. Andy Priaulx und Roy Lane.

## Rennwagen für Rundkurse

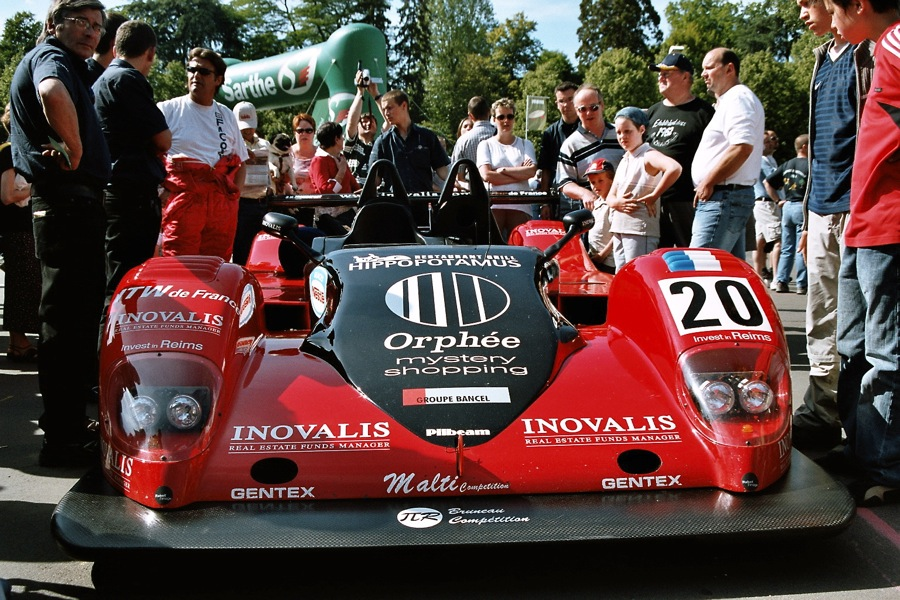
Pilbeam MP93 mit Pierre Bruneau

Die Firma stellte auch Rennwagen für Rundkurse her. Zuerst arbeiteten sie 1997 am BRM-P301-Projekt von Pacific Racing, dann meldeten sie einen Wagen eigener Konstruktion 2001 beim 24-Stunden-Rennen von Le Mans. Darüber hinaus wurden etliche Tourenwagen für Hersteller wie Vauxhall oder Honda entworfen. Heute sieht Pilbeam seinen Markt hauptsächlich in der LMP2-Klasse. Das einzige Team, das einen MP93 fährt, ist Pierre Bruneau, die mit ihrem Wagen mit einem Motor, Typ Judd XV675 in der Le-Mans-Serie 2006 drei Podiumsplätze erreichten. Am 19. Oktober 2006 kündigte Pilbeam an, dass sie einen neuen MP93 für Embassy Racing bauen wollten.
Pilbeam beteiligte sich ebenfalls an der Konstruktion des Lotus Sport Exige und baut z. Z. Autos für die VdeV Championship.